# León Cortés Castro
León Cortés Castro (Alajuela, 8 de diciembre de 1882 - Santa Ana, 3 de marzo de 1946) fue un abogado y político costarricense. Se desempeñó como 28.° Presidente de la República de 1936 a 1940.

## Biografía

### Primeros años y familia
Nació en Alajuela, el 8 de diciembre de 1882. Fue hijo del médico colombiano Roberto Cortés y Fidelina Castro Ruiz (Mondragón). Se casó el 28 de septiembre de 1905 en Alajuela con Julia Fernández Rodríguez, hija de Francisco Fernández Pérez y Luisa Rodríguez Quesada. De este matrimonio nacieron dos hijos, Javier, Jorge y Otto Cortés Fernández.

### Carrera
Obtuvo el título de maestro normal por suficiencia en el Liceo de Costa Rica, fue maestro de escuela y llegó a ser inspector de escuelas y profesor de segunda enseñanza. Posteriormente estudió Derecho y en 1916 se graduó de licenciado en Leyes en la Escuela de Derecho de Costa Rica.
Fue director de los Archivos Nacionales, diputado por Alajuela (1914-1917 y 1922-1929), gobernador y comandante de Plaza de Alajuela (1917), Ministro de Costa Rica en Guatemala (1917-1918), Juez del Crimen de Cartago (1919-1920), Presidente del Congreso Constitucional (1925-1926), Secretario de Instrucción Pública (1929-1930), Secretario de Fomento y Agricultura (mayo-noviembre de 1930 y 1932-1935) y Tercer Designado a la Presidencia (1932-1936).
En 1936 fue elegido Presidente de la República para el período 1936-1940 siendo entonces miembro del Partido Republicano Nacional. Su administración se distinguió por una dinámica y brillante política en materia de obras públicas.
Fue candidato a la presidencia de la República en las elecciones de 1944, esta vez como candidato del Partido Demócrata que agrupaba a la mayor parte de la oposición al Partido Republicano.

## Fallecimiento
Falleció en Santa Ana, el 3 de marzo de 1946 a los 63 años de edad. Fue declarado Benemérito de la Patria en 1949. En su nombre fue bautizado el  cantón de León Cortés Castro. Su cuerpo fue enterrado en el Cementerio General de San José y su corazón en la Catedral de Alajuela.

## Simpatías por el fascismo
Algunos historiadores judíos señalan que León Cortés Castro albergaba simpatías por el fascismo europeo. Cortés, quien mandaría a su hijo a estudiar a Alemania, designó como encargado de inmigración al alemán Max Effinger, líder del NSDAP/AO local, quien restringió el ingreso de judíos polacos que escapaban de Alemania, y para lograrlo su gobierno se sumó a la política de cierre de fronteras que se hizo común en toda América Latina.
Otros presidentes costarricenses como Otilio Ulate Blanco y Rafael Calderón Guardia han sido acusados de acciones similares.

## Monumento
León Cortés Castro fue declarado Benemérito de la Patria el 26 de enero de 1949 por la Junta Fundadora de la Segunda República. En 1952, se le erigió un monumento, una escultura de bronce elaborada por el escultor italiano Leone Tommasi. Dicho monumento consta de un pedestal de mármol de color marrón, de aproximadamente 6.5 m de altura, el cual tiene cuatro estatuas de bronce: un león de 1.15 m de alto, el cual sostiene con su pata derecha levantada el escudo de Costa Rica; dos mujeres romanas de 1.55 m de alto, una de las cuales porta el cuerno de la abundancia, mientras la otra sostiene el libro de la sabiduría. Estas mujeres se encuentran sentadas sobre una base de tres escalones. Sobresaliendo en la cúspide del pedestal, se levanta la figura del exmandatario, en actitud de discurso público, de 4 m de alto. La obra escultórica se inauguró el 20 de abril de 1952, y actualmente se encuentra ubicada al final del Paseo Colón, en el costado este del Parque Metropolitano La Sabana, en San José.
El monumento a León Cortés Castro ha sido motivo de controversia desde su inauguración. Por un lado, el conjunto escultórico significó un intento de los ganadores de la Guerra Civil de Costa Rica de 1948 de construir un nuevo panteón nacional, esta vez con las figuras fundadoras de la Segunda República, representando los mejores valores de la época liberal, que finalizó durante el gobierno de Cortés, y las reformas impulsadas por la Junta Fundadora, en contraposición a Rafael Calderón Guardia, líder del bando perdedor de la guerra, y sus aliados, entre ellos, los comunistas. Cortés fue presentado como un defensor de la democracia, un campeón ante la «dictadura caldero-comunista», llamada así por sus detractores. Para sus opositores, no obstante, el monumento está lejos de representar la verdadera figura de Cortés, al que se le borran su autoritarismo, sus actitudes antidemocráticas y sus simpatías y relaciones con el fascismo, presentándolo como un líder patriarcal. Debido a esto, desde 2017 surgió una iniciativa para retirarlo de su sitial en La Sabana, discusión que fue reactivada en 2020, a raíz de un movimiento iconoclasta internacional, surgido del Black Lives Matter durante las protestas por la muerte de George Floyd, que busca quitar esculturas y monumentos de figuras de su desagrado en Estados Unidos y Europa.
| Predecesor: Ricardo Jiménez Oreamuno 1932-1936 | 28.° Presidente de Costa Rica 1936-1940 | Sucesor: Rafael Calderón Guardia 1940-1944 |